# Tjuvö, Houtskär
Tjuvö med Marholm och Måndholm är en ö i Finland. Den ligger i Skärgårdshavet och i kommunen Pargas i den ekonomiska regionen  Åboland i landskapet Egentliga Finland, i den sydvästra delen av landet. Ön ligger omkring 61 kilometer väster om Åbo och omkring 210 kilometer väster om Helsingfors.
Öns area är 1,78 kvadratkilometer och dess största längd är 2,6 kilometer i nord-sydlig riktning. Ön höjer sig omkring 35 meter över havsytan.

## Delöar och uddar
- Tjuvö 60°19′34″N 21°09′14″Ö / 60.32601°N 21.15386°Ö
- Ändesholm 60°19′01″N 21°09′13″Ö / 60.31691°N 21.15361°Ö (udde)
- Marholm 60°18′50″N 21°09′38″Ö / 60.31394°N 21.16057°Ö
- Måndholm 60°18′49″N 21°08′57″Ö / 60.31365°N 21.14926°Ö
- Alnäs 60°19′43″N 21°08′39″Ö / 60.32859°N 21.14403°Ö (udde)
- Lammholm 60°19′29″N 21°09′59″Ö / 60.32475°N 21.16645°Ö (udde)
- Skagholm 60°19′23″N 21°08′48″Ö / 60.32315°N 21.14671°Ö (udde)
- Äspören 60°18′50″N 21°09′17″Ö / 60.31384°N 21.1546°Ö (udde)
- Skaget 60°18′41″N 21°09′19″Ö / 60.31142°N 21.15527°Ö (udde)